# Santiago Pinotepa Nacional
Santiago Pinotepa Nacional là một đô thị thuộc bang Oaxaca, México. Năm 2005, dân số của đô thị này là 44441 người.